# Poljé
Pour les articles homonymes, voir Polje.

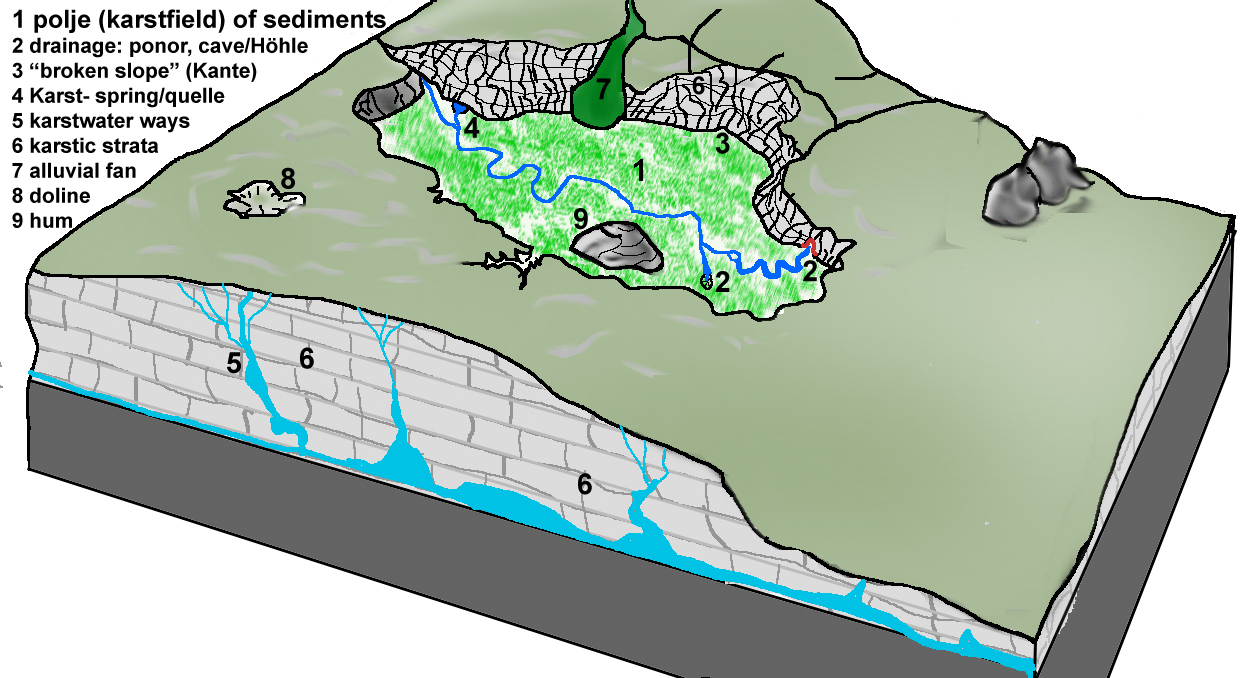
Diagramme d'un poljé.

Un poljé est une dépression karstique à fond plat fermée entièrement ou non par des versants rocheux escarpés. Les eaux sont évacuées par une cavité au fond du poljé appelée ponor ; le poljé est ainsi relié à une nappe phréatique par un conduit naturel, susceptible de produire une résurgence c'est-à-dire être à l'origine d'un cours d'eau ou de l'inondation de la dépression.
Historiquement, ces zones étaient prisées car très fertiles, garantes de richesse grâce à leur exploitation agricole. Les régions dans lesquelles se trouvent des poljés ne manquent pas d'apparaitre dans l'Histoire. Ainsi en est-il des Balkans dans la Grèce antique puis l'Empire austro-hongrois, du massif de la Sainte-Baume en Provence, de la Rome antique à la Provence médiévale.

## Étymologie
Poljé vient du serbo-croate polje (prononciation polié, pluriel polja, prononciation polia), qui signifie « plaine ».

## Géologie
Il s'agit à l'origine de plaines de calcaire. À l'ère tertiaire, l'atmosphère est très chaude et humide, la décomposition de la végétation dégage beaucoup de CO2. Cette carbonatation de l'atmosphère provoque dans certaines régions du globe, une augmentation sensible de l'acidité de l'eau (pH 6) par le CO2. Cette acidité entraine l'altération parfois même la dissolution complète des roches de calcaire, sous l'action conjuguée du carbone de l'eau et du calcium de la roche CaCO3. Résultat, la roche se dissout car l'eau se charge avec son calcium et du gaz de carbone se dégage[réf. nécessaire].

### Exemples

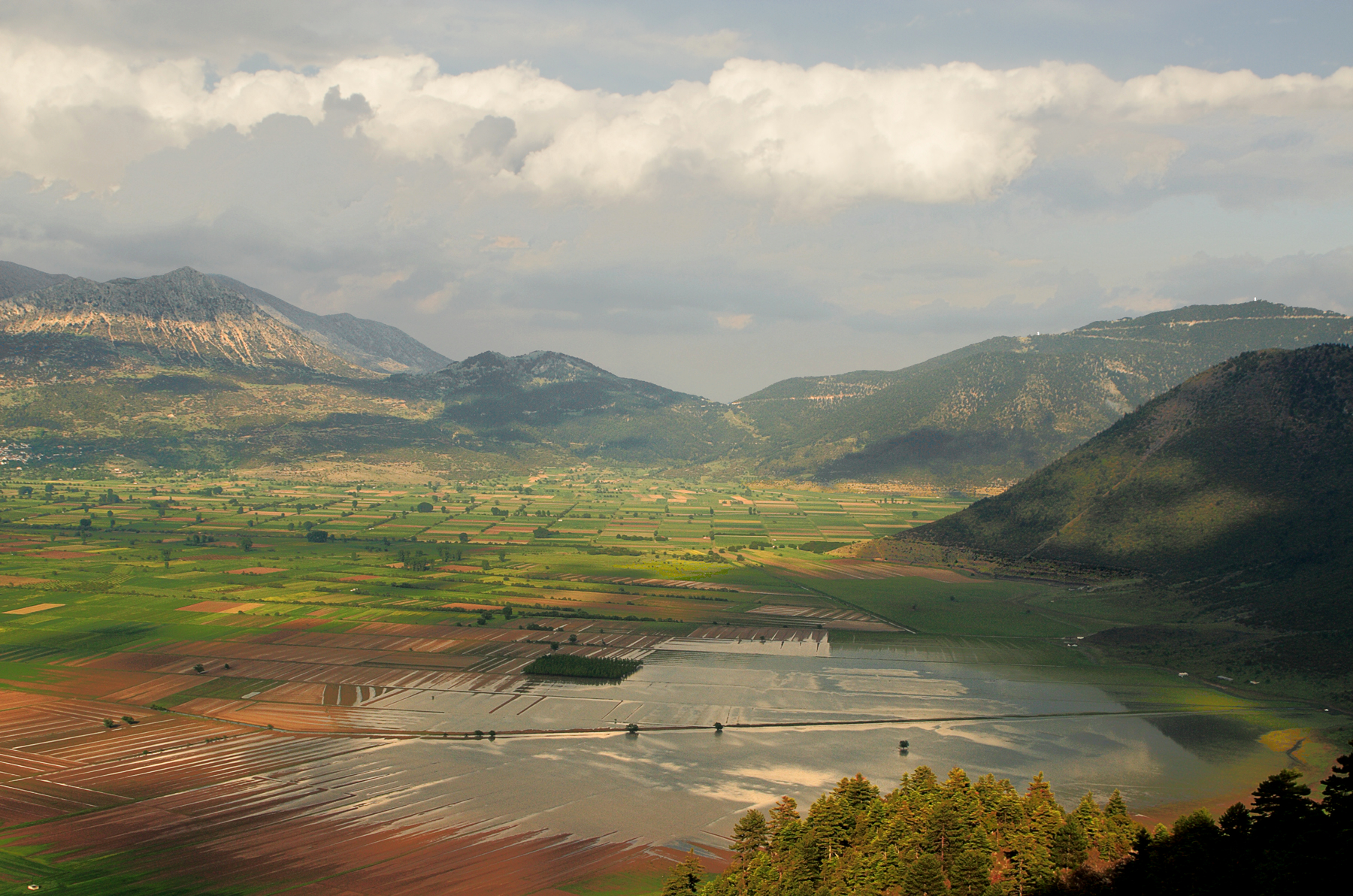
Le poljé de Feneos dans le Nord-Est du Péloponnèse.

Un poljé devenu légendaire grâce au cinquième des travaux d'Hercule est celui du poljé de Feneos avec le lac Stymphale, en Grèce.
Ce relief est typique du karst slovène, notamment des Alpes dinariques.
- L'un des exemples les plus spectaculaires est le lac de Cerknica (Cerkniško jezero) en Slovénie, où l'on patine en hiver, pêche les énormes truites slovènes en mi-saison et fait pâturer les animaux en été.
- Le poljé de Livno en Bosnie-Herzégovine, plus vaste dépression karstique des Alpes dinariques est le plus vaste périodiquement inondé au monde ; il fait 50 km de diamètre.
- Celui de Duvno, dans le même pays, mesure 20 km sur 12.

En France, l'un des plus grands poljés se trouve sur la commune de Cuges-les-Pins (en Provence,  dans le département des Bouches-du-Rhône) formant une cuvette naturelle entourée de collines. Il est voisin du double poljé de Signes (Var) et de celui de Plan-d'Aups-Sainte-Baume (Var). Le « plateau de Caussols » (Alpes-Maritimes) est un poljé constitué d'une étendue de rochers dans le Sud (« les Claps ») et d'une étendue fertile au centre ; il est sillonné par des ruisseaux se déversant dans l'Embut de Caussols (du provençal 'emboutaire', entonnoir), le ponor qui absorbe les eaux de surface vers les profondeurs. Ce site se trouve à ±10 km au nord de Grasse.